# Deadshot
Deadshot, tên thật là Floyd Lawton, là một nhân vật phản diện siêu tội phạm giả tưởng trong loạt truyện tranh xuất bản bởi DC Comics. Nhân vật này được tạo ra bởi Bob Kane, David Vern Reed, và Lew Schwartz và xuất hiện lần đầu trong Batman #59 (Tháng 6, 1950). Hắn được miêu tả là một sát thủ bắn tỉa chưa bao giờ trượt.

## Tiểu sử
Từ nhỏ, Floyd Lawton sống cùng mẹ, anh trai (người mà Floyd vô cùng yêu quý và ngưỡng mộ), và người cha là một kẻ bạo hành. Trong một lần cha của Floyd tấn công anh hắn, Floyd đã quyết định kết thúc cơn ác mộng trong gia đình với ý định giết cha mình bằng một khẩu súng trường. Tuy nhiên, cành cây hắn ngồi bất ngờ bị gãy dẫn đến việc viên đạn bắn trúng anh của Floyd thay vì cha hắn. Biến cố này thực sự là một cú sốc lớn đối với Floyd. Kể từ đó, hắn sống như một kẻ bất cần, luôn có xu hướng tìm kiếm một người anh thay thế, và thề rằng mình sẽ không bao giờ bắn trượt một viên đạn nào nữa.
Ban đầu Deadshot đến Gotham City với mục đích tốt đẹp là chiến đấu chống lại tội phạm. Tuy nhiên khi biết rằng Batman đã là người hùng của thành phố thì hắn lại muốn lật đổ anh, từ đó dần trở thành một tội phạm chuyên nghiệp và là kẻ thù của Batman. Sau khi bắt giữ hắn, Batman và Ủy viên James Gordon phát hiện ra tham vọng của hắn là muốn leo lên làm vua của thế giới ngầm ở Gotham City. Trong Vũ trụ DC (DC Universe), Deadshot thường xuất hiện như là một tên lính đánh thuê với khả năng bắn tỉa siêu hạng, được biết đến là "chưa bao giờ trượt". Hắn có khả năng sử dụng gần như tất cả các loại vũ khí nhưng nguy hiểm nhất là hai khẩu súng lục giảm thanh được gắn trên cổ tay của hắn. Hắn là thành viên của các tổ chức tội phạm đầu sỏ như Secret Six, Suicide Squad, hay Secret Society of Super Villains.

## Ngoài truyện tranh
Deadshot có mặt trong nhiều phim hoạt hình, phim truyền hình, phim điện ảnh, và game liên quan đến thế giới Batman. Trong mùa thứ 10 và cũng là mùa cuối của loạt phim truyền hình ăn khách Thị trấn Smallville, Deadshot được thể hiện bởi diễn viên Bradley Stryker. Trong loạt phim truyền hình Arrow, nhân vật này do Michael Rowe thủ vai. Trong bộ phim Suicide Squad ra mắt năm 2016, Deadshot do nam diễn viên Will Smith đảm nhận.
Ngoài ra Deadshot cũng xuất hiện trong dòng game nổi tiếng Batman: Arkham.

## Ảnh hưởng văn hóa
Deadshot xếp thứ 43 trong danh sách "Top 100 siêu tội phạm mọi thời đại trong thế giới truyện tranh" của IGN năm 2009 ("Top 100 Comic Book Villains of All Time").